# 阿伊納羅區
阿伊納羅区是東帝汶的一個区，位於該國西南部，南臨帝汶海。面積797平方公里，人口44,100人。首府阿伊納羅。下分四次區。境內塔塔邁勞山是東帝汶暨帝汶島的最高峰。